# 御影車站 (北海道)
御影車站（日语：／ Mikage eki */?）是位於北海道上川郡清水町御影本通1丁目的北海道旅客鐵道（JR北海道）根室本線的鐵路車站。車站編號為K26。電報略號為ミケ。
車站名稱是來自該地區的產物花崗岩（御影石）。

## 歷史
- 1907年（明治40年）9月8日 - 以國有鐵道的佐念頃車站開始營業。一般車站。
- 1922年（大正11年）10月15日 - 改稱為御影車站。
- 1971年（昭和46年）10月2日 - 廢除貨物處理。
- 1984年（昭和59年）2月1日 - 廢除行李處理。
- 1987年（昭和62年）4月1日 - 國鐵分割民營化後，由JR北海道繼承。

## 車站構造
- 御影車站為擁有2個側式月台及2條鐵路路線的地面車站。位於車站大樓旁的1號線是本線，而交換列車等則會使用2號線。
- 為無人車站，由新得車站管理。

## 車站周邊
位於御影的聚落。
- 國道38號
- 清水町政府御影分所
- 新得警察署御影派出所
- 御影郵政局（併設日本郵政帶廣分店御影配送據點）
- 帶廣信用金庫御影分店
- 十勝清水町農業協同組合（JA十勝清水町）御影分所
- 御影公園
- POTATO LINER、NORTH LINER「御影」站

## 相鄰車站
北海道旅客鐵道（JR北海道）
■根室本線
羽帶（K25）－御影（K26）－（上芽室信號場）－芽室（K27）

## 外部連結
- （日語）御影車站（JR北海道釧路分社）
- （日語）御影車站 （页面存档备份，存于）
- （日語）全驛參觀之旅 （页面存档备份，存于）